# Lijst van afleveringen van I'm in the Band
Het onderstaande is een lijst van afleveringen van de Amerikaanse sitcom I'm in the Band, die in Nederland op Disney XD op 22 augustus 2010 in première ging.

## Overzicht
| Seizoen | Aantal afleveringen | Uitzenddatum NL        |  |
| ------- | ------------------- | ---------------------- |  |
| 1       | 20                  | 22 augustus 2010 – ... |  |

## Seizoen 1: 2010
- Logan Miller, Stephen Full, Greg Baker en Steve Valentine speelden in alle afleveringen mee.
- Caitlyn Taylor Love speelde in negen afleveringen mee.

| Nr. | Aflevering | Nederlandse titel (Amerikaanse titel)     | Schrijver(s)                    | Regisseur      | Gastrol(len)                           | Uitzenddatum VS  | Uitzenddatum NL             | PC  |  |
| --- | ---------- | ----------------------------------------- | ------------------------------- | -------------- | -------------------------------------- | ---------------- | --------------------------- | --- |  |
| 1 | 1          | (Weasels in the House)                    | Michael B. Kaplan Ron Rappaport | Shelley Jensen | -                                      | 27 november 2009 | 22 augustus 2010            | 101 |  |
| Nadat hij een radiowedstrijd wint om te dineren met zijn favoriete band, laat Tripp zien wat hij kan en wordt hij de nieuwe gitarist. |            |                                           |                                 |                |                                        |                  |                             |     |  |
| 2 | 2          | Ik Wil Wat Meppen (I Wanna Punch Stuff)   | Eric Friedman                   | Adam Weissman  | Don Yates                              | 18 januari 2010  | 25 augustus 2010            | 106 |  |
| Tripp schrijft een lied nadat hij gedumpt is, maar dan komt een professionele boxer langs bij de band.                                |            |                                           |                                 |                |                                        |                  |                             |     |  |
| 3 | 3          | Mep Doet de Weasel (Slap Goes the Weasel) | Denise Stasichin                | Gerry Cohen    | Anne-Marie Johnson Zayne Emory         | 25 januari 2010  | 28 augustus 2010            | 105 |  |
| Iron Weasels reputatie is naar de maan wanneer een jongen gewond raakt door hun groet.                                                |            |                                           |                                 |                |                                        |                  |                             |     |  |
| 4 | 4          | Irri Arlene (Annoying Arlene)             | Ron Rappaport                   | Shelley Jensen | -                                      | 1 februari 2010  | 5 september 2010            | 102 |  |
| Tripp gaat met een klasgenoot op een date wanneer hij ontdekt dat haar vader een platenproducer is.                                   |            |                                           |                                 |                |                                        |                  |                             |     |  |
| 5 | 5          | Ik heb geen les (Got No Class)            | Rick Nyholm                     | Shelley Jensen | Zack Ward                              | 8 februari 2010  | 12 september 2010           | 110 |  |
| Tripp en de band filmen een videoclip op zijn school.                                                                                 |            |                                           |                                 |                |                                        |                  |                             |     |  |
| 6 | 6          | (Cat-Astrophe)                            | Michael B. Kaplan               | Shelley Jensen | -                                      | 15 februari 2010 | 19 september 2010           | 103 |  |
| ... |            |                                           |                                 |                |                                        |                  |                             |     |  |
| 7 | 7          | (Flip of Doom)                            | Richard Gurman                  | Shelley Jensen | Ian Reed Kesler                        | 22 februari 2010 | Verwacht: 26 september 2010 | 107 |  |
| ... |            |                                           |                                 |                |                                        |                  |                             |     |  |
| 8 | 8          | (Birthdazed)                              | Richard Gurman                  | Shelley Jensen | Eve Bremmer Grayson Russell            | 8 maart 2010     | Verwacht: 3 oktober 2010    | 108 |  |
| ... |            |                                           |                                 |                |                                        |                  |                             |     |  |
| 9 | 9          | (Geezers Rock)                            | Ron Rappaport                   | Rich Correll   | James Hong Tom Fitzpatrick Regan Burns | 15 maart 2010    | Verwacht: 10 oktober 2010   | 113 |  |
| ... |            |                                           |                                 |                |                                        |                  |                             |     |  |
| 10 | 10         | (Spiders, Snakes and Clowns)              | Ryan Levin                      | Paul Lazarus   | Khary Payton                           | 29 maart 2010    | Verwacht: 17 oktober 2010   | 107 |  |
| ... |            |                                           |                                 |                |                                        |                  |                             |     |  |
| 11 | 11         | (Magic Tripp)                             | Michael B. Kaplan               | Adam Weissman  | -                                      | 28 juni 2010     | Verwacht: 24 oktober 2010   | 111 |  |
| ... |            |                                           |                                 |                |                                        |                  |                             |     |  |
| 12 | 12         | (What Happened?)                          | Ryan Levin                      | Shelley Jensen | -                                      | 5 juli 2010      | Verwacht: 31 oktober 2010   | 115 |  |
| ... |            |                                           |                                 |                |                                        |                  |                             |     |  |
| 13 | 13         | (Road Tripp)                              | Rick Nyholm                     | Rich Correll   | -                                      | 12 juli 2010     | Verwacht: 7 november 2010   | 104 |  |
| ... |            |                                           |                                 |                |                                        |                  |                             |     |  |
| 14 | 14         | (Prank Week)                              | Mike Montesano Ted Zizik        | Shelley Jensen | -                                      | 19 juli 2010     | Verwacht: 14 november 2010  | 117 |  |
| ... |            |                                           |                                 |                |                                        |                  |                             |     |  |
| 15 | 15         | (Money Bags)                              | Rick Nyholm                     | Shelley Jensen | -                                      | 26 juli 2010     | Verwacht: 21 november 2010  | 116 |  |
| ... |            |                                           |                                 |                |                                        |                  |                             |     |  |
| 16 | 16         | (Bleed Guitarist)                         | Ron Rappaport                   | Shelley Jensen | Bryan Callen                           | 23 augustus 2010 | Verwacht: 28 november 2010  | 120 |  |
| ... |            |                                           |                                 |                |                                        |                  |                             |     |  |